# Ульман, Марианн
Мариа́нн У́льман (нем. Marianne Uhlmann; род. 1980) — швейцарская кёрлингистка.

## Достижения
- Чемпионат Европы по кёрлингу: золото (1985).
- Чемпионат Швейцарии по кёрлингу среди женщин: золото (1980)[1].

## Команды
| Сезон   | Четвёртый       | Третий          | Второй          | Первый            | Турниры                      |
| ------- | --------------- | --------------- | --------------- | ----------------- | ---------------------------- |
| 1979—80 | Габи Шарьер     | Мари-Луиз Фавр  | Марианн Ульманн | Сесили Бланвильян | ЧШЖ 1980 · ЧМ 1980 (8 место) |
| 1980—81 | Габи Шарьер     | Жаклин Ландольт | Марианн Ульманн | Сесили Бланвильян | ЧЕ 1980 (6 место)            |
| 1985—86 | Жаклин Ландольт | Кристин Криг    | Марианн Ульманн | Сильвия Бенуа     | ЧЕ 1985                      |

(скипы выделены полужирным шрифтом)